# I Am Hunter (album)
I Am Hunter is het derde album van Miss Montreal. Het album verscheen op 13 april 2012 en bevat de singles I Know I Will Be Fine, Wish I Could en I Am Hunter.

## Hitnotering

### NederlandseAlbum Top 100
| Hitnotering: (Week 1 t/m 9) 21-04-2012 t/m 16-06-2012 Hitnotering: (Week 10 t/m 17) 30-06-2012 t/m 18-08-2012 Hitnotering: (Week 18 t/m 19) 01-09-2012 t/m 08-09-2012 | Hitnotering: (Week 1 t/m 9) 21-04-2012 t/m 16-06-2012 Hitnotering: (Week 10 t/m 17) 30-06-2012 t/m 18-08-2012 Hitnotering: (Week 18 t/m 19) 01-09-2012 t/m 08-09-2012 | Hitnotering: (Week 1 t/m 9) 21-04-2012 t/m 16-06-2012 Hitnotering: (Week 10 t/m 17) 30-06-2012 t/m 18-08-2012 Hitnotering: (Week 18 t/m 19) 01-09-2012 t/m 08-09-2012 | Hitnotering: (Week 1 t/m 9) 21-04-2012 t/m 16-06-2012 Hitnotering: (Week 10 t/m 17) 30-06-2012 t/m 18-08-2012 Hitnotering: (Week 18 t/m 19) 01-09-2012 t/m 08-09-2012 | Hitnotering: (Week 1 t/m 9) 21-04-2012 t/m 16-06-2012 Hitnotering: (Week 10 t/m 17) 30-06-2012 t/m 18-08-2012 Hitnotering: (Week 18 t/m 19) 01-09-2012 t/m 08-09-2012 | Hitnotering: (Week 1 t/m 9) 21-04-2012 t/m 16-06-2012 Hitnotering: (Week 10 t/m 17) 30-06-2012 t/m 18-08-2012 Hitnotering: (Week 18 t/m 19) 01-09-2012 t/m 08-09-2012 | Hitnotering: (Week 1 t/m 9) 21-04-2012 t/m 16-06-2012 Hitnotering: (Week 10 t/m 17) 30-06-2012 t/m 18-08-2012 Hitnotering: (Week 18 t/m 19) 01-09-2012 t/m 08-09-2012 | Hitnotering: (Week 1 t/m 9) 21-04-2012 t/m 16-06-2012 Hitnotering: (Week 10 t/m 17) 30-06-2012 t/m 18-08-2012 Hitnotering: (Week 18 t/m 19) 01-09-2012 t/m 08-09-2012 | Hitnotering: (Week 1 t/m 9) 21-04-2012 t/m 16-06-2012 Hitnotering: (Week 10 t/m 17) 30-06-2012 t/m 18-08-2012 Hitnotering: (Week 18 t/m 19) 01-09-2012 t/m 08-09-2012 | Hitnotering: (Week 1 t/m 9) 21-04-2012 t/m 16-06-2012 Hitnotering: (Week 10 t/m 17) 30-06-2012 t/m 18-08-2012 Hitnotering: (Week 18 t/m 19) 01-09-2012 t/m 08-09-2012 | Hitnotering: (Week 1 t/m 9) 21-04-2012 t/m 16-06-2012 Hitnotering: (Week 10 t/m 17) 30-06-2012 t/m 18-08-2012 Hitnotering: (Week 18 t/m 19) 01-09-2012 t/m 08-09-2012 | Hitnotering: (Week 1 t/m 9) 21-04-2012 t/m 16-06-2012 Hitnotering: (Week 10 t/m 17) 30-06-2012 t/m 18-08-2012 Hitnotering: (Week 18 t/m 19) 01-09-2012 t/m 08-09-2012 | Hitnotering: (Week 1 t/m 9) 21-04-2012 t/m 16-06-2012 Hitnotering: (Week 10 t/m 17) 30-06-2012 t/m 18-08-2012 Hitnotering: (Week 18 t/m 19) 01-09-2012 t/m 08-09-2012 | Hitnotering: (Week 1 t/m 9) 21-04-2012 t/m 16-06-2012 Hitnotering: (Week 10 t/m 17) 30-06-2012 t/m 18-08-2012 Hitnotering: (Week 18 t/m 19) 01-09-2012 t/m 08-09-2012 | Hitnotering: (Week 1 t/m 9) 21-04-2012 t/m 16-06-2012 Hitnotering: (Week 10 t/m 17) 30-06-2012 t/m 18-08-2012 Hitnotering: (Week 18 t/m 19) 01-09-2012 t/m 08-09-2012 | Hitnotering: (Week 1 t/m 9) 21-04-2012 t/m 16-06-2012 Hitnotering: (Week 10 t/m 17) 30-06-2012 t/m 18-08-2012 Hitnotering: (Week 18 t/m 19) 01-09-2012 t/m 08-09-2012 | Hitnotering: (Week 1 t/m 9) 21-04-2012 t/m 16-06-2012 Hitnotering: (Week 10 t/m 17) 30-06-2012 t/m 18-08-2012 Hitnotering: (Week 18 t/m 19) 01-09-2012 t/m 08-09-2012 | Hitnotering: (Week 1 t/m 9) 21-04-2012 t/m 16-06-2012 Hitnotering: (Week 10 t/m 17) 30-06-2012 t/m 18-08-2012 Hitnotering: (Week 18 t/m 19) 01-09-2012 t/m 08-09-2012 | Hitnotering: (Week 1 t/m 9) 21-04-2012 t/m 16-06-2012 Hitnotering: (Week 10 t/m 17) 30-06-2012 t/m 18-08-2012 Hitnotering: (Week 18 t/m 19) 01-09-2012 t/m 08-09-2012 | Hitnotering: (Week 1 t/m 9) 21-04-2012 t/m 16-06-2012 Hitnotering: (Week 10 t/m 17) 30-06-2012 t/m 18-08-2012 Hitnotering: (Week 18 t/m 19) 01-09-2012 t/m 08-09-2012 | Hitnotering: (Week 1 t/m 9) 21-04-2012 t/m 16-06-2012 Hitnotering: (Week 10 t/m 17) 30-06-2012 t/m 18-08-2012 Hitnotering: (Week 18 t/m 19) 01-09-2012 t/m 08-09-2012 | Hitnotering: (Week 1 t/m 9) 21-04-2012 t/m 16-06-2012 Hitnotering: (Week 10 t/m 17) 30-06-2012 t/m 18-08-2012 Hitnotering: (Week 18 t/m 19) 01-09-2012 t/m 08-09-2012 | Hitnotering: (Week 1 t/m 9) 21-04-2012 t/m 16-06-2012 Hitnotering: (Week 10 t/m 17) 30-06-2012 t/m 18-08-2012 Hitnotering: (Week 18 t/m 19) 01-09-2012 t/m 08-09-2012 |
| Week: | 1 | 2 | 3 | 4 | 5 | 6 | 7 | 8 | 9 | | 10 | 11 | 12 | 13 | 14 | 15 | 16 | 17 | | 18 | 19 | |
| --- | --- | --- | --- | --- | --- | --- | --- | --- | --- | --- | --- | --- | --- | --- | --- | --- | --- | --- | --- | --- | --- | --- |
| Positie: | 5 | 21 | 22 | 30 | 32 | 44 | 55 | 65 | 84 | uit | 93 | 42 | 77 | 59 | 67 | 60 | 82 | 73 | uit | 78 | 86 | uit |